# Amor real (canción)
«Amor real» es una canción y el sencillo principal de la agrupación mexicana-argentina Sin Bandera de su segundo álbum estudio De viaje (2003). Esta canción fue escrita por los mismos integrantes del dúo y además fue el tema principal de la telenovela mexicana de Televisa del mismo nombre.
También ha estado dentro de los discos de grandes éxitos de ellos y en vivo de todas sus presentaciones.

## Lista de canciones

### CD - Promo[6]
| Amor real — Single" |             |          |  |
| N.º                 | Título      | Duración |  |
| 1.                  | «Amor real» | 4:00     |  |

## Posiciones en las listas (2003)
| Listas (2003)                              | Posición |
| ------------------------------------------ | -------- |
| Estados Unidos Billboard Hot Latin Tracks  | 18       |
| Estados Unidos Billboard Latin Pop Airplay | 15       |